# Chrysomus
Chrysomus és un dels gèneres d'ocells, de la família dels ictèrids (Icteridae).

## Taxonomia
Segons la classificació del Congrés Ornitològic Internacional (versió 14.2, 2024), aquest gènere conté dues espècies:
- Chrysomus icterocephalus - federal de caputxa groga
- Chrysomus ruficapillus - federal de capell castany